# Falkenstein (Sasko)
Falkenstein je město v německé spolkové zemi Sasko. Nachází se v zemském okrese Fojtsko a má přibližně 7 700 obyvatel. Je členem Středocentrální městské skupiny Göltzschtal.

## Geografie

### Poloha
Město leží na řece Weißen Göltzsch, přítoku Göltzsch v centru zemského okresu Fojtsko a v saské části historického území Fojtska. části města leží na řekách Treba a Trieb a jejich přítocích. Na území města se nacházejí skály Schlossfelsen, Lochstein a Schulfelsen, které jsou chráněny jako přírodní památky.
Geograficky se město nachází na východě přírodní oblasti Fojtsko. Jihovýchodně od města se nachází přehrada Falkenstein, která byla uvedena do provozu v roce 1977. Falkenstein leží 22 km od města Reichenbach, 22 km od města Plauen a 33 km od města Zwickau. Město a jeho části leží v nadmořské výšce 414 až 650 m n. m. Obvykle se však udává nadmořská výška radnice (575 m).

### Části města
- Dorfstadt
- Oberlauterbach
- Trieb
- Schönau

## Historie
Falkenstein byl založen pod hradem postaveným na počátku 13. století a byl poprvé zmíněn v roce 1267 jako „Valkinstein“. První písemná zmínka o místním kostele pochází z roku 1362. Současný kostel pochází z roku 1869. Hrad Falkenstein byl postaven Fojty z Weidy a Plauenu jako součást řetězce hradů, které měly zabezpečit panství Plauen na východě. Honosný hrad Falkenstein byl Fojty dán do léna stejnojmennému šlechtickému rodu Falkenštejnů. Na konci 14. století se hrad stal majetkem rodu Wettinů, jelikož rod Falkenštejnů pravděpodobně vymřel. Wettinové dali v průběhu první poloviny 15. století hrad do zástavy pánům z Trützschleru, kteří nechali rozšířit osadu Falkenstein, která se pod ochranou hradu přeměnila ve 13. století na město. Falkensteinská městská listina sahá až do roku 1448, v roce 1469 zde byl starosta a rada. Za Trützschlerů vznikl na úpatí hradu na místě bývalého hospodářského dvora zámek, který byl v první polovině 17. století přestavěn. Hrad, který již kolem roku 1528 chátral, z velké části zbořil roku 1618 Georg Abraham Trützschler.
Falkenstein se stal roku 1469 svobodným hornickým městem. Přes blízkost ložisek železa, cínu a mědi, která se rozvíjela již od 15. století, zůstalo hornictví spíše nevýznamným odvětvím hospodářství. Cín se v místní huti naposledy tavil v roce 1798. Místo těžby se Falkenstein po třicetileté válce postupně stal významnou lokalitou pro textilní průmysl. V roce 1721 zde byl založen cech tkalců. Byl to nejsilnější cech v celém Fojtsku. V roce 1788 dostalo město čestný název „kolébka saského komorního sukna“. První továrna na záclony byla založena v roce 1844. V roce 1877 byla založena společnost C.H. Lange, která měla později téměř 600 zaměstnanců. Továrna na záclony Falgard fungovala v letech 1883 až 1995.

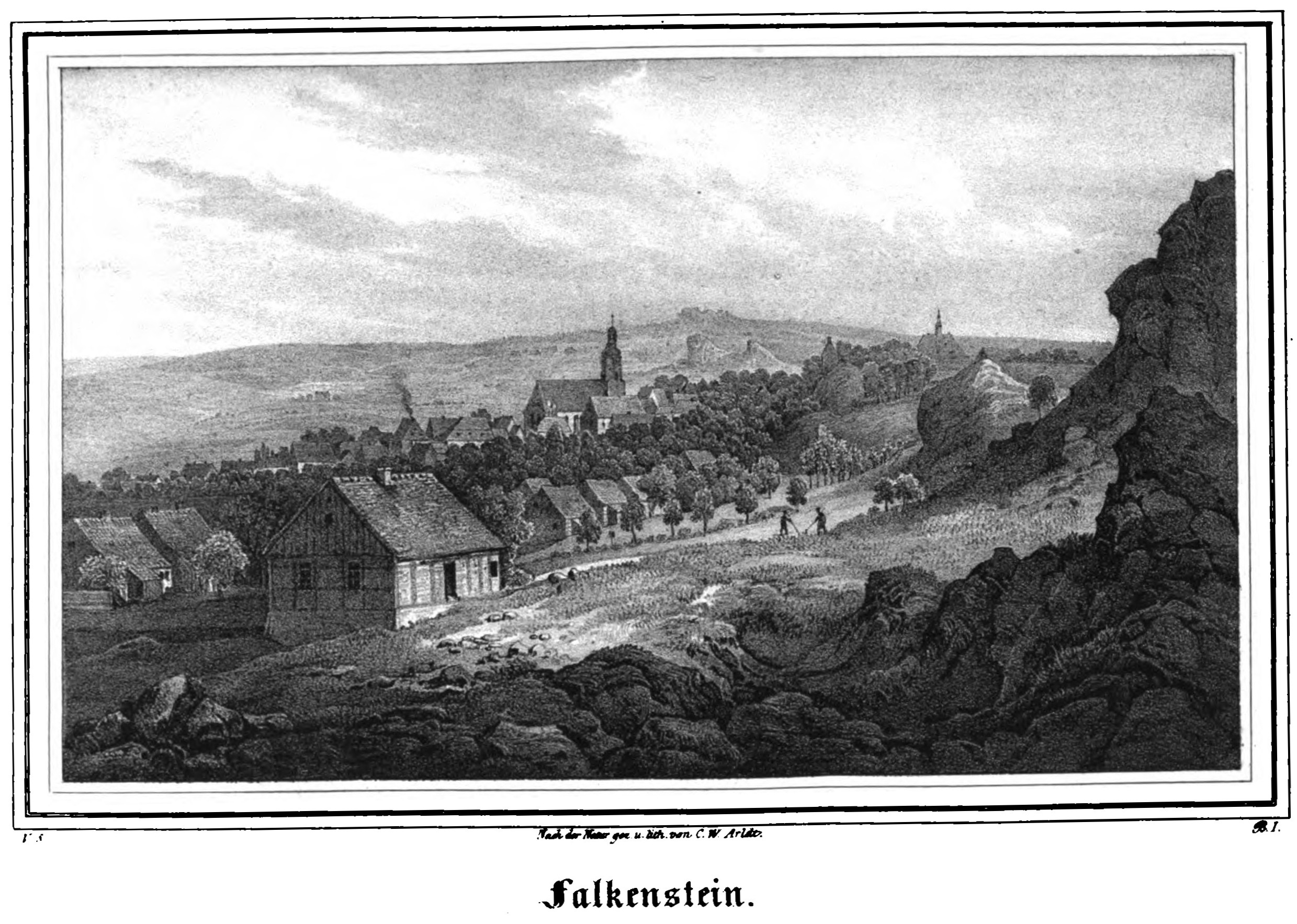
Falkenstein v roce 1841